# Ковшенков, Иван Фёдорович
Иван Фёдорович Ковшенков (1824—1898) — русский скульптор, академик скульптуры Императорской Академии художеств.

## Биография
Сын скульптора Ф. И. Ковшенкова. Родился в сентябре 1824 года; учился в Императорской Академии художеств: посторонний ученик (с 1835), вольноприходящий ученик (1840–1852) у П. К. Клодта; в 1852 году получил звание неклассного художника, в 1860 году был избран академиком.
Жил в Петербурге (до 1863, 1871—1875), Москве (с 1875), Холме (с 1892). Служил в провинции (1863—1871). Полностью оставил занятия скульптурой с 1875 года.
Среди основных произведений: «Портрет Николая I» (1850), «Урядник I дружины Петербургского подвижного ополчения в Крымскую войну Ф. П. Матвеев, бывший ополченец 1812 года» (1855), «Черноморский пластун в Севастополе» (1855), «Светлейший князь А. С. Меншиков» (1857), «Начальник I дружины Петербургского подвижного ополчения 1855–56 генерал майор П. А. Струков» (1858), «Дак десятого века» (1861), «Скиф-князь» (1862), «Сармат» (1863).

## Примечание
1. 1 2  Российская Академия художеств: Ковшенков Фёдор Иванович.
2. ↑  Ковшенков, Федор Иванович // Русский биографический словарь : в 25 томах. — СПб.—М., 1896—1918.